# Date Tadamune
Date Tadamune (伊達 忠宗?; 23 gennaio 1600 – 10 agosto 1658) è stato un daimyō giapponese della fine del periodo Sengoku e l'inizio del periodo Edo, appartenente al clan Date.
Secondo figlio di Date Masamune, succedette al padre come daimyō del dominio di Sendai. Nonostante fosse secondo figlio il suo fratellastro Hidemune non poteva essere l'erede di Masamune poiché nato da una concubina. 
Quando Tadamune morì nel 1658 fu succeduto dal figlio Tsunamune.